# Кравчук, Леонид Владимирович
Леони́д Влади́мирович Кравчу́к (род. 24 сентября 1950) — российский физик, член-корреспондент РАН (2016), лауреат Премии Правительства РФ за 2000 г. (2001). Специалист в области физики и техники ускорителей заряженных частиц и экспериментальной ядерной физики. Директор Института ядерных исследований РАН.

## Биография
Окончил Южно-Уральский политехникум (1969, затем два года слесарь на Челябинском химкомбинате «Маяк») и МИФИ (1976).
С 1976 года работал в Институте ядерных исследований АН СССР инженером.
С 1985 года — заведующий лабораторией основной части ускорителя Московской мезонной фабрики (ММФ). С 1992 года — заместитель директора ИЯИ РАН по научной работе, с 2014 — и. о., с 2015 — директор ИЯИ.
Профессор кафедры «Фундаментальные взаимодействия и космология» МФТИ.
Кандидат технических наук (1985, тема диссертации «Исследование радиотехнических параметров и методика настройки резонаторов основной части ускорителя мезонной фабрики ИЯИ АН СССР»).
Доктор технических наук (1994, диссертация «Исследование и сооружение ускоряющей системы сильноточного линейного ускорителя ионов водорода», в форме научного доклада).
Член-корреспондент РАН (2016).

## Награды
- медаль «За трудовую доблесть» (1986)
- медаль «В память 850-летия Москвы» (1997)
- почётная грамота Президиума и профсоюза работников РАН (2000)
- Премия Правительства Российской Федерации в области науки и техники за 2000 г. (2001)
- Почётный нагрудный знак к 30-летию Троицка (2007)
- Премия имени академика М. А. Маркова (2008)
- памятная медаль « 100 лет со дня рождения Л. Ф. Верещагина» (2009)
- медаль «Ветеран труда»
- медаль ордена «За заслуги перед Отечеством» II степени (9 января 2012) — за большие заслуги в развитии науки и многолетнюю плодотворную деятельность[1]
- премия имени В. И. Векслера (2015)
- медаль ордена «За заслуги перед Отечеством» I степени (5 февраля 2024) — за большой вклад в развитие отечественной науки, многолетнюю плодотворную деятельность и в связи с 300-летием со дня основания Российской академии наук[2]